# 香川縣立丸龜競技場

香川縣立丸龜競技場（日语：香川県立丸亀競技場）是一个位于香川县丸龟市的体育场。是日本职业足球联赛球队讚岐釜玉海的主场。